# Tabubil
Tabubil es una ciudad en el distrito de North Fly de Provincia Occidental, Papúa Nueva Guinea. Con una población de 13,500, es el asentamiento más grande de la provincia. Daru, la capital de provincia, de cualquier manera, es de un tamaño similar.
La ciudad está situada en una densa jungla con uno de los mayores índices de precipitaciones de todo el mundo.
- Datos: Q1017801